# William Hayes
William Hayes (1871–1940) byl viktoriánský fotograf v Yorku a Hutton-le-Hole.
Fotografický ateliér postavil v Yorku v roce 1902. Malá přízemní budova z vlnitého hliníku měla velká skleněná okna po stranách a na šikmé střeše. V roce 1911 se přestěhoval do malé vesničky Hutton-le-Hole v North York Moors. Studio rozebral, převezl jej s sebou a přistavěl navíc vstupní verandu, kterou zasklil s více než stovkou skleněných negativů zbavených emulze. Na Hayesových fotografiích z tohoto studia jsou zachyceny skupinové portréty rodin a také mnoho portrétních fotografií zemědělských pracovníků kolem Hutton-le-Hole.
Jeho studio bylo v roce 1991 přesunuto do Lidového muzea Ryedale Folk Museum, Hutton-le-Hole. Muzeum se nachází pod širým nebem s dalšími rekonstruovanými budovami severního Yorkshire.

## Galerie

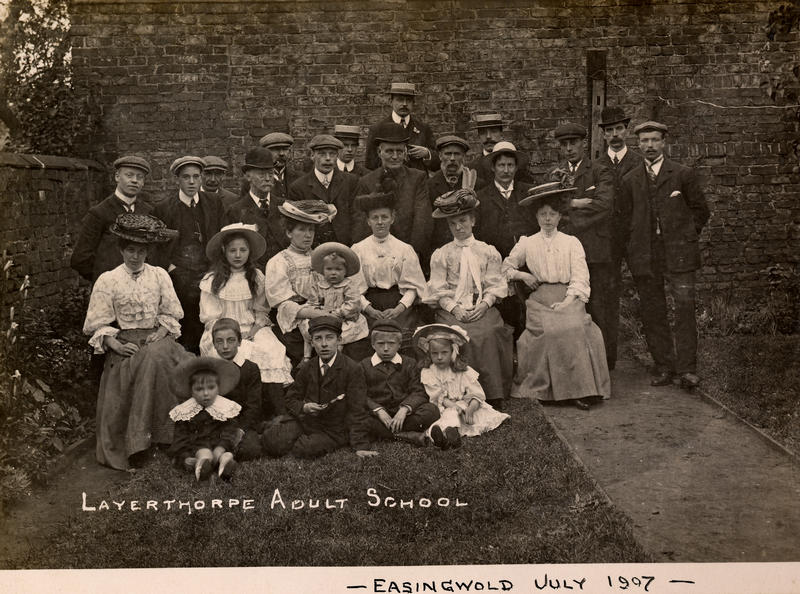
Členové školy pro dospělé Layerthorpe Adult school v Easingwoldu, 1907
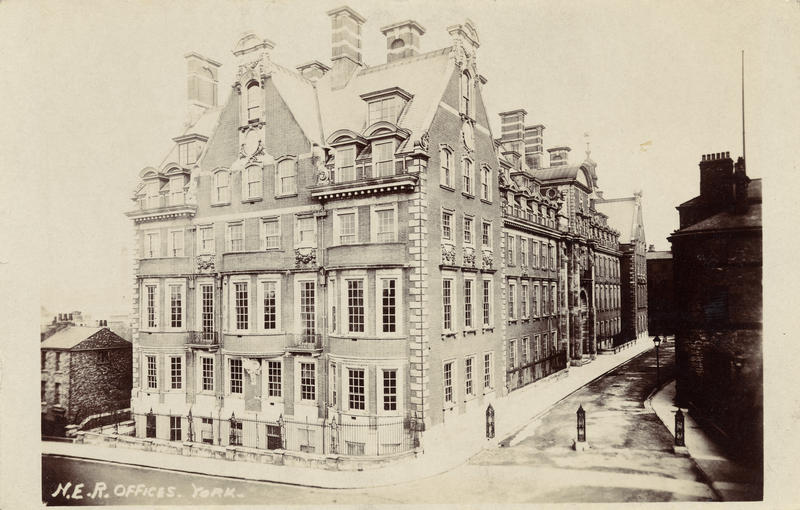
Kancelářská budova společnosti North-Eastern Railway Comp., York, asi 1906
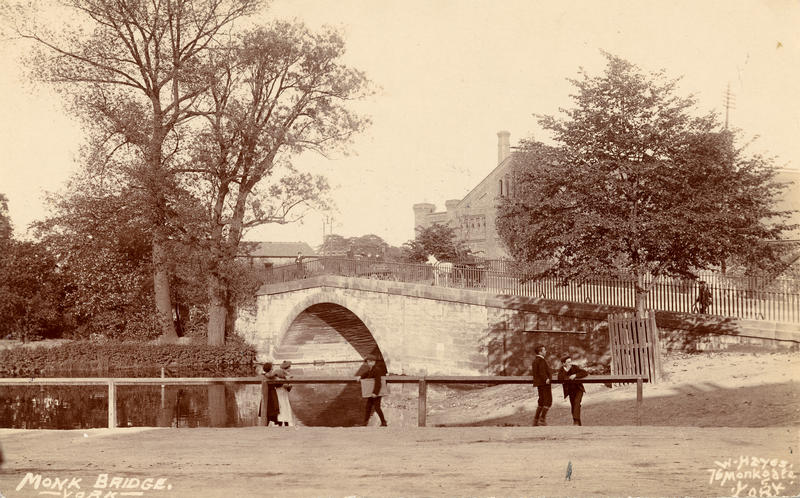
Děti si hrají poblíž mostu Monk, cca 1900